# 埃爾格約-馬拉奎特郡

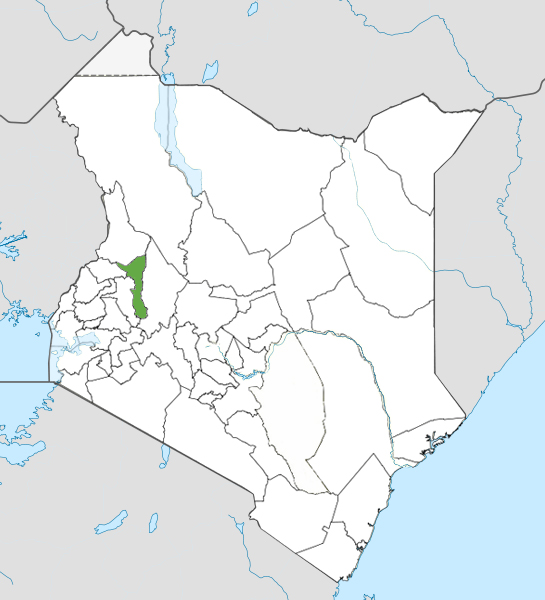

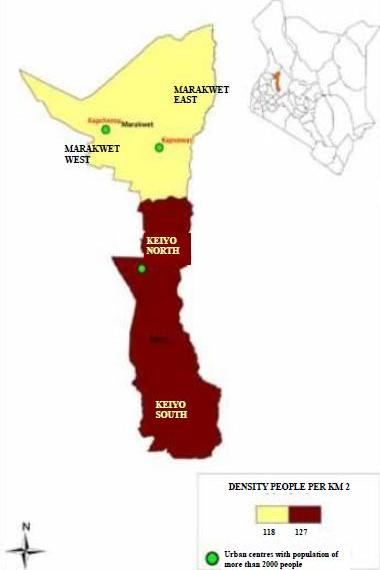

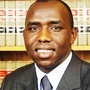

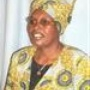

埃爾格約-馬拉奎特郡（Elgeyo-Marakwet County），是肯尼亞的一個郡，位於該國西部，由裂谷省負責管轄，首府設於伊滕，始建於2013年3月4日，面積3,049.7平方公里，2009年人口369,998，人口密度每平方公里121.32人。